# ФК Мошонмађаровар TE
FK Мошонмађаровари TE (мађ. Mosonmagyaróvári Torna Egylet), је мађарски фудбалски клуб из Мошонмађаровара, Ђер-Мошон-Шопрон Мађарска.

## Историја
Мооонмађаровар ТЕ је дебитовао у сезони 2016/17 националног првенства Мађарске лиге НБ II.

## Достигнућа
НБ III
- Првак: 1984-85, 2003-04
- Успон у НБ II: 2015-2016